# Valenti (chanson)
Pour les articles homonymes, voir Valenti.
Singles de BoA
Don't start now
(2002) Kiseki/No.1
(2002)
Valenti est le 7e single de BoA sorti sous le label Avex Trax le 28 août 2002 au Japon. Il atteint la 2e place du classement de l'Oricon et reste classé 26 semaines pour un total de 201 810 exemplaires vendus. C'est le single le plus vendu de BoA à ce jour. La chanson Valenti se trouve sur l'album Valenti.

## Liste des titres
| 1. | Valenti                   |  |
| 2. | Realize (stay with me)    |  |
| 3. | Valenti (English Version) |  |
| 4. | Valenti (Instrumental)    |  |